# 北村春吉
北村 春吉（きたむら はるきち、旧姓：藤井、1897年3月1日 - 1996年12月19日）は、滋賀県野洲市出身の数学者、旧制専門学校校長、予備校講師、サッカー選手。

## 経歴
1897年、滋賀県野洲郡野洲町（現：野洲市）富波甲に生まれた。滋賀師範学校（現・滋賀大学）在籍時に恩師の落合秀保と出会い、サッカーを始めた。1916年3月、滋賀師範学校卒業。
その後、東京高等師範学校に入学し、蹴球部（現：筑波大学蹴球部）に所属。在学中の1917年に第3回極東選手権大会の日本代表に佐々木等や武井群嗣らと共に選出され、2戦目のフィリピン代表戦で2得点を決めた。なお、この得点が日本代表の初得点となった（試合は2-15で敗れ、日本代表の最大差敗戦試合となっている）。
1920年3月、東京高等師範学校卒業。1923年3月、京都帝国大学理学部を卒業後は数学者としての道を歩み、大学教授を歴任。また、1938年6月より新田純興や山田午郎らと共に大日本蹴球協會（現：日本サッカー協会）の評議員に選出された。
1947年、大阪市立女子専門学校の初代校長（～1951年まで）に就任した。定年退官後は、予備校講師として長く教鞭を執った。
1996年12月19日、大阪府藤井寺市で肺炎により99歳で死去した。2013年現在、消息が判明している日本代表に選出された選手の中では最長寿記録である。
北村家に養子に行ったことから、江戸時代初期の俳人・北村季吟の末裔であった。

## 所属クラブ
- 1913年-1916年 滋賀師範学校
- 1916年-1920年 東京高等師範学校

## 代表歴

### 出場大会
- 1917年：第3回極東選手権競技大会

### 試合数
- 2試合 2得点 (1917)

| 日本代表 | 国際Aマッチ | 国際Aマッチ | その他 | その他 | 期間通算 | 期間通算 |
| 年       | 出場        | 得点        | 出場   | 得点   | 出場     | 得点     |
| -------- | ----------- | ----------- | ------ | ------ | -------- | -------- |
| 1917     | 0           | 0           | 2      | 2      | 2        | 2        |
| 通算     | 0           | 0           | 2      | 2      | 2        | 2        |

### 得点数
| # | 年月日        | 開催地     | 対戦国     | 勝敗 | 試合概要                |
| - | ------------- | ---------- | ---------- | ---- | ----------------------- |
| 1 | 1917年5月10日 | 日本、東京 | フィリピン | 2-15 | 第3回極東選手権競技大会 |
| 2 | 1917年5月10日 | 日本、東京 | フィリピン | 2-15 | 第3回極東選手権競技大会 |

## 著書
- 『受験資料代数の鍵幾何の鍵：附・模擬試験問題』（大阪高等予備校出版部、1926年）
- 『代数幾何の鍵: 受験資料附・学習用問題集模擬試験問題集』（大阪高等予備校出版部、1927年）
- 『最新幾何問題撰』（甲文堂、1939年5月）
- 北村春吉, 森田敏夫共著『數学演習 : 受驗・学習 : 解析1』（関書院, 1955年）